# Almedahls fabriker

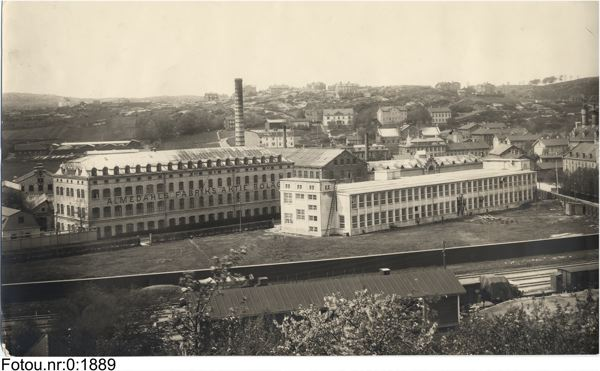
Almedahls fabriker sedda från öster.

Almedahls fabriker var ett textilföretag vid Mölndalsån i stadsdelen Skår i Göteborg som grundades 1848 av Hans Hemming Wesslau. 

## Historia
På Skår Västergårdens marker vid Almedal - i dåvarande Örgryte socken - hade i slutet av 1830-talet L. Buchholtz anlagt ett färgeri och ett blekeri, med cirka tjugo anställda samt med ett högsta årligt produktionsvärde av 23 324 riksdaler. Efter att Buchholtz kommit på obestånd övertogs verksamheten av Hans Hemming Wesslau. Almedahls fabriker grundades 1848 som appreturverk och linspinneri av Wesslau. Denne var född i Uddevalla och bedrev handel med garn och kläde i Göteborg sedan 1835. Från att ha drivit ett dräll- och jacquardväveri i staden från 1840 köpte han Almedahl 1846 och uppförde där anläggningar för linneindustri. Två år senare producerade fabriken till ett värde av 49 812 riksdaler och sysselsatte åttiotre arbetare. Anläggningen övertogs 1849 av ett bolag med honom själv och T. Hammarén som huvudägare och C. J. Kjellberg som delägare. 
Som stiftare hade bolaget J. F. Silvander, H. H. Wesslau, J. N. Grönvall, J. G. Bratt, F. F. Follin, J. Elliot och C. R. Lindhult. Bolagsordningen angav ändamålet vara att i Almedahl "... bedriva och utvidga de därstädes redan befintliga anläggningar för linne- och hampspånad samt linne- och hampvävnad, med därtill hörande färgeri, blekeri och appreturverk, ävensom för anläggning och bedrivande av bomullsspinneri".
Bolagets förste disponent var J. G. Bratt. Wesslau var en av de första i Sverige som använde mekaniska vävstolar för linnetillverkning. Fabriken låg intill Mölndalsån, och transporterna till och från Göteborg av den viktiga kolen för maskinerna kunde därför ske med pråmar. Anläggningen brann ner den 18 och 19 februari 1858, men byggdes på nytt upp under ledning av disponenten Johan Georg Busck, som då tagit över efter Bratt. Produktionen ökade betydligt därefter, och fabriken bestod av 11 större och mindre byggnader, de flesta uppförda av sten. Fabriken fick samtidigt ett eget gasverk för 250 lågor som belysningskälla. Detta ersattes 1889 av elektricitet, och 1909 var all drift elektrifierad. 
År 1855 var fabrikens produktion "linneväfnader 192.219 alnar och 6.941 stycken, i värde uppgående till 94.268 rdr, samt därjämte en tillverkning af 158.786 skalp, lingarn och lintråd, värderad till 177.707 rdr. eller tillsamman taget ett tillverkningsbelopp i värde uppgående till 271.975 rdr."
År 1856 hade Almedahl blivit aktiebolag med ett aktiekapital på 600 000 kronor, vilket höjdes 1894 till 900 000 kronor. Verksamheten utvecklades mycket positivt under Buscks ledning, och redan 1870 var tillverkningsvärdet över 700 000 kronor och före 1890 översteg det 1 miljon kronor. Produktionen omfattade nu hellinne-, halvlinne- och bomullsprodukter. Arbetarantalet var i början av 1860-talet cirka 200, steg kraftigt under 1870-talet och i början av 1890-talet fanns här fler än 400. Johan Georg Busck efterträddes år 1900 som direktör för företaget av sin son John Busck.
På grund av den höga kvalitet som bolagets produkter hade mottog man flera utmärkelser såväl vid världsutställningarna i Paris (1857) och London (1862) som inom landet.  

### 1900

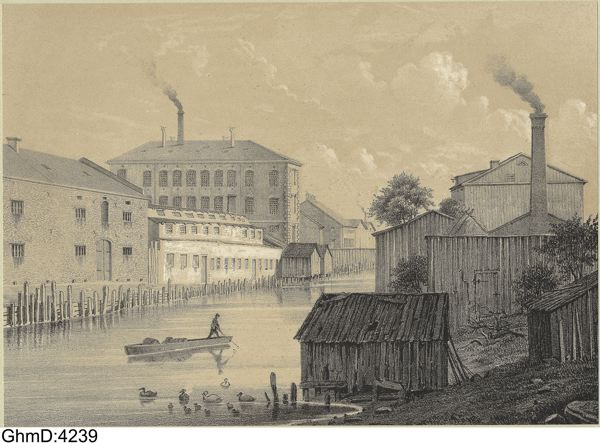
Almedahls fabriker från sedda från Mölndalsån. Teckning från Göteborgs stadsmuseum

Vid sekelskiftet svarade Almedahls, tillsammans med Jonsereds fabriker, för cirka hälften av Sveriges produktion av linneprodukter. Samtidigt installerade Lindholmen en ångmaskin med 500 hästkrafter, som försåg alla Almedahls maskiner med kraft. Konkurrensen från utländska linneproducenter och från den svenska bomullsindustrin hårdnade omkring tiden för första världskriget. Den svenska linneindustrin var då i huvudsak förlagd till Almedal och till andra platser i Västergötland samt till Hälsingland. Dalsjöfors Väfveri AB, som startats av Axel Leman, sammanslogs med Almedahlsföretaget 1919 med namnet Almedahl-Dalsjöfors AB. Aktiekapital sattes till 3,6 miljoner kronor. Verksamheten fortsatte som förut vid båda fabrikerna, och koncernens arbetarantal uppgick till cirka 900, fördelat lika på de båda. Tillverkningsvärdet uppgick 1924 till cirka 8 miljoner kronor. En ny fusion kom till stånd 1929, genom att Holma-Helsingland och Häggådalen gick upp i Almedahl-Dalsjöfors. Ny chef för Almedahl-Dalsjöforskoncernen blev Axel Leman, och aktiekapitalet i detta företaget blev 8,1 miljoner kronor. Vid koncernens olika produktionsenheter i Göteborg, Dalsjöfors, Forsa, Holma och Kinna fanns vid tidpunkten omkring 1 700 arbetare verksamma. År 1945 var arbetsstyrkan cirka 2 000 personer och produktionsvärdet uppgick till 28 miljoner kronor.
Efter fusionen 1929 bestod koncernens verksamheter av:
- Almedahl, linspinneri, linne- och bomullsväven, färgeri och beredningsverk
- Dalsjöfors, linspinneri, linneväven, vävnads- och garnblekeri, beredningsverk
- Sörforsa, linspinneri, garnblekeri
- Holma, linspinneri, linneväveri, vävnads och garnblekeri, beredningsverk
- Häggådalen, linneväven, vävnadsblekeri och beredningsverk
- Marks, linneväveri, garn- och vävnadsblekeri samt beredningsverk.

### 1950
I början av 1950-talet hårdnade konkurrensen, vilket innebar att Almedahl 1956 valde att öka lönsamheten genom en koncentration av produktionsenheterna, en process som tog tre år att genomföra. Konsekvensen blev att verksamheten i Göteborg upphörde och att företagsledningen placerades i Dalsjöfors. Vävnings- och beredningsverksamheten koncentrerades till Dalsjöfors och Häggådalen i Kinna. I Sörforsa (tidigare Holma-Helsinglands Linspinneri), Madängsholm (linneväveri) och Alafors (bomullsspinneri) blev driften oförändrad. Därefter såldes fastigheterna i Göteborg, och därmed upphörde den koppling till Almedal, som gett koncernen dess namn.

## Socialt ansvar
Wesslau lät tidigt bygga arbetarbostäder samt anlade en fri skola för fabriksarbetarnas barn. Man uppförde även bostäder för sina arbetare, erbjöd fri läkarevård och medicin samt tecknade olycksfallsförsäkring på bolagets bekostnad. Dessutom skapades en pensionskassa för arbetarna samt en av bolaget och arbetarna gemensamt bildad och underhållen sjuk- och begravningskassa.